# Mackaya indica
Mackaya indica är en akantusväxtart som först beskrevs av Christian Gottfried Daniel Nees von Esenbeck, och fick sitt nu gällande namn av Ensermu Kelbessa. Mackaya indica ingår i släktet Mackaya, och familjen akantusväxter. Inga underarter finns listade i Catalogue of Life.